# Flughafen Yacuiba

i7
i11
i13
Der Flughafen Yacuiba (IATA-Code: BYC, ICAO-Code: SLYA) ist der Flughafen der bolivianischen Grenzstadt Yacuiba. Er liegt am nordöstlichen Stadtrand auf einer Höhe von 645 m über dem Meer. Mit Stand 2021 gibt es Flüge nach Tarija. Die asphaltierte Start- und Landebahn hat eine Länge von 2100 m und erstreckt sich entlang der Schienen der Bahnstrecke Yacuiba–Santa Cruz (Ferroviaria Oriental).